# Бурметьево
Бурме́тьево (тат. Киекле) — село в Нурлатском районе Республики Татарстан, административный центр Бурметьевского сельского поселения. Название произошло от имени основателя села Бурмета. В начале XX века здесь действовали 3 мечети и 3 мектеба.

## Этимология
Русский вариант топонима произошел от имени основоположника села, человека по имени Бүрмәт (Бурмет). По преданиям, в прошлом окрестности села были богаты дичью. Отсюда второе название села: Киекле, от татарского слова «киек» (дичь).

## География
Село находится на реке Большой Черемшан, в 15 км к северу от районного центра — города Нурлата. Через село проходит автомобильная дорога регионального значения 16К-0131 «Кузайкино — Нурлат».

## История
Село основано в XVII веке. 
В XVIII — первой половине XIX веков жители относились к категории государственных крестьян. Занимались земледелием, разведением скота, пчеловодством, кузнечным промыслом, крашением холстов. По сведениям 1859 года, в селе была мечеть. 
В «Списке населенных мест по сведениям 1859 года», изданном в 1866 году, населённый пункт упомянут как казённая деревня Бурметева (Кикла) 2-го стана Чистопольского уезда Казанской губернии. Располагалась при реке Большом Черемшане, по левую сторону торгового тракта из Чистополя в Бугуруслан, в 100 верстах от уездного города Чистополя и в 66 верстах от становой квартиры в казённом пригороде Билярске (Буляре). В деревне в 286 дворах жили 1650 человек (798 мужчин и 852 женщины). Была мечеть.
В начале XX века здесь функционировали 3 мечети, 3 мектеба, кузнечная мастерская, крупообдирка, мельница, 11 мелочных лавок. В этот период земельный надел сельской общины составлял 3463 десятины. 
До 1920 года село входило в Старо-Челнинскую волость Чистопольского уезда Казанской губернии. С 1920 года в составе Чистопольского кантона ТАССР. С 10 августа 1930 года в Октябрьском (с 10 декабря 1997 года — Нурлатский) районе.
В 1927 году в селе образована животноводческая артель «Удар».  В 1997 году образован СХПК «Киекле», с 2005 года — ООО «Бурметьево». С марта 2010 года — OOO «Агрофирма "Южная"».

## Население
| 1859 | 1897 | 1908 | 1920 | 1926 | 1938 | 1949 | 1958 | 1970 | 1979 | 1989 | 2000 | 2010 |
| ---- | ---- | ---- | ---- | ---- | ---- | ---- | ---- | ---- | ---- | ---- | ---- | ---- |
| 1650 | 2454 | 2684 | 2830 | 2301 | 1981 | 1548 | 1571 | 1953 | 1740 | 1304 | 1114 | 1090 |

Национальный состав села: татары.

## Экономика
Жители занимаются полеводством, молочным скотоводством.

## Инфраструктура
В селе действуют средняя школа, дом культуры, библиотека.

## Религия
Мечеть.